# Lee Williamson
Lee Williamson (Derby, 7 giugno 1982) è un ex calciatore giamaicano con cittadinanza britannica, di ruolo centrocampista.

## Carriera

### Club
Ha giocato nella massima serie inglese con il Watford nella stagione 2006-2007, giocando 5 partite.

### Nazionale
Viene convocato per la Copa América Centenario negli Stati Uniti.

## Palmarès

### Individuale
- Squadra dell'anno della PFA: 1

2001-2002 (Division Three)